# Liste der Bodendenkmäler in Schönbrunn im Steigerwald
Auf dieser Seite sind die Bodendenkmäler in der oberfränkischen Gemeinde Schönbrunn im Steigerwald zusammengestellt. Diese Tabelle ist eine Teilliste der Liste der Bodendenkmäler in Bayern. Grundlage ist die Bayerische Denkmalliste, die auf Basis des Bayerischen Denkmalschutzgesetzes vom 1. Oktober 1973 erstmals erstellt wurde und seither durch das Bayerische Landesamt für Denkmalpflege geführt wird. Die folgenden Angaben ersetzen nicht die rechtsverbindliche Auskunft der Denkmalschutzbehörde.

## Bodendenkmäler der Gemeinde Schönbrunn im Steigerwald

### Bodendenkmäler in der Gemarkung Grub
| Lage            | Objekt                                                                  | Akten-Nr.     | Bild |
| --------------- | ----------------------------------------------------------------------- | ------------- | ---- |
| Grub (Standort) | Verebneter mittelalterlicher Turmhügel. Siehe auch: Turmhügel Seeleiten | D-4-6130-0041 |      |

### Bodendenkmäler in der Gemarkung Schönbrunn i.Steigerwald
| Lage                                | Objekt | Akten-Nr.     | Bild |
| ----------------------------------- | --- | ------------- | ---- |
| Schönbrunn i.Steigerwald (Standort) | Archäologische Befunde im Bereich der neuzeitlichen Kapelle St. Anna bei Schönbrunn i.Steigerwald.                                                                                            | D-4-6129-0044 |      |
| Schönbrunn i.Steigerwald (Standort) | Bestattungsplatz mit Grabhügel vorgeschichtlicher Zeitstellung. | D-4-6130-0002 |      |
| Schönbrunn i.Steigerwald (Standort) | Bestattungsplatz mit Grabhügel vorgeschichtlicher Zeitstellung. | D-4-6130-0003 |      |
| Schönbrunn i.Steigerwald (Standort) | Bestattungsplatz mit verebnetem Grabhügel vorgeschichtlicher Zeitstellung. | D-4-6130-0004 |      |
| Schönbrunn i.Steigerwald (Standort) | Archäologische Befunde von spätmittelalterlichen und frühneuzeitlichen Vorgängerbauten im Bereich der neuzeitlichen Katholischen Pfarrkirche Mariae Himmelfahrt von Schönbrunn i.Steigerwald. | D-4-6130-0099 |      |
| Schönbrunn i.Steigerwald (Standort) | Bestattungsplatz mit Grabhügel vorgeschichtlicher Zeitstellung. | D-4-6130-0118 |      |

### Bodendenkmäler in der Gemarkung Steinsdorf
| Lage                  | Objekt                                  | Akten-Nr.     | Bild |
| --------------------- | --------------------------------------- | ------------- | ---- |
| Steinsdorf (Standort) | Verebneter mittelalterlicher Turmhügel. | D-4-6130-0042 |      |

### Bodendenkmäler in der Gemarkung Zettmannsdorf
| Lage                     | Objekt | Akten-Nr.     | Bild |
| ------------------------ | --- | ------------- | ---- |
| Zettmannsdorf (Standort) | Archäologische Befunde im Bereich des mittelalterlichen und frühneuzeitlichen ehemalige Schlosses in Zettmannsdorf. | D-4-6129-0047 |      |